# Ommatius leucopogon
Ommatius leucopogon är en tvåvingeart som beskrevs av Christian Rudolph Wilhelm Wiedemann 1824. Ommatius leucopogon ingår i släktet Ommatius och familjen rovflugor. Inga underarter finns listade i Catalogue of Life.